# ستيف فيرتشايلد
ستيف فيرتشايلد (بالإنجليزية: Steve Fairchild)‏ هو مدير فني أمريكي، ولد في 21 يونيو 1958 في ديكادور في الولايات المتحدة.